# Aethalura obenbergeri
Aethalura obenbergeri là một loài bướm đêm trong họ Geometridae.